# 吳伯雄
吳伯雄（1939年6月19日—），中華民國政治人物，中國國民黨籍，出生於日治台灣新竹州中壢郡中壢街（今桃園市中壢區）。現為國際佛光會世界總會榮譽總會長、中華總會榮譽總會長。曾任總統府秘書長、內政部部長、臺北市市長、政務委員、桃園縣縣長、中國國民黨主席、中國國民黨副主席、中國國民黨中央委員會秘書長。亦曾擔任國際佛光會世界總會副會長、中華總會總會長、桃園市私立清華高級中學董事長。
吳伯雄為國民黨重用的臺灣客家人，是繼李登輝後第二位出任國民黨主席的台灣本省人。吳伯雄的伯父吳鴻麒為二二八事件受難者，遭謀殺身亡，父親吳鴻麟曾任第四屆桃園縣縣長，長子吳志揚為第十六屆桃園縣縣長。

## 出生背景

### 家族

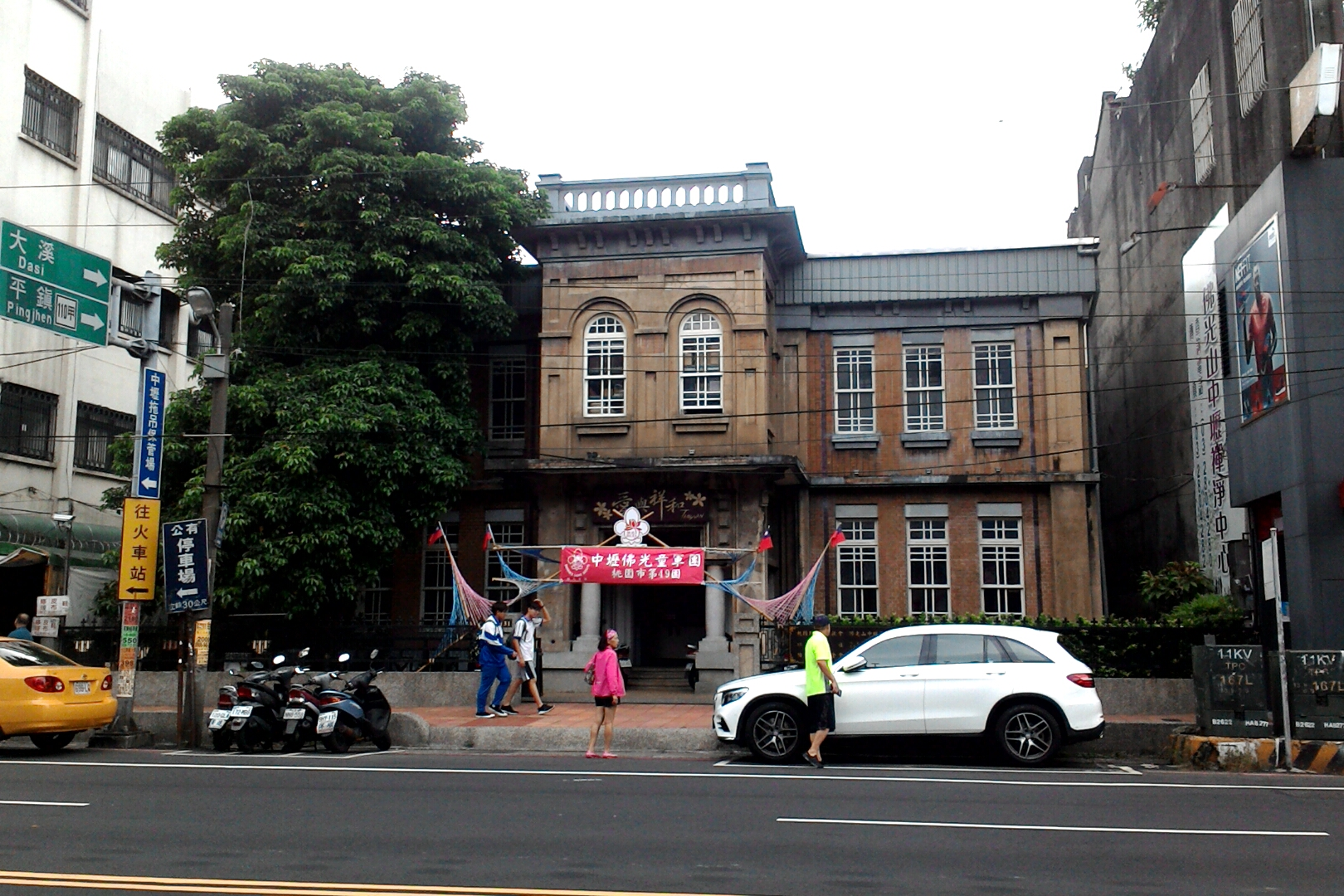
位於桃園市中壢區中正路上的吳榮棣故居，即原中壢醫院

吳伯雄祖上綱公支系遷播至福建省汀州府永定縣下洋鎮思賢村，是一座地接廣東省的閩西客家庄，文風興盛、保有中原士族純樸遺緒。清朝咸豐年間，在吳伯雄的曾祖父（十三世祖）吳勝昌的帶領下，與遷播至蕉嶺的同宗支系十三世組吳會昌派下先後渡海遷台，落籍拓墾今桃園、新竹地區。爾後，吳伯雄的祖父吳榮棣來台後，在台成為光緒年間秀才，並為台灣文吟詩社社長，為當時台灣早期本土著名的鄉土詩人，被現代歷史學者譽為「文采德行、素孚桑梓」、「發皇漢學、厥功至偉」。
而吳榮棣秀才育有八子三女，其中八兄弟有四位是醫師，三子吳鴻麟，即為吳伯雄的父親。吳鴻麟為日本九州大學醫學博士、台北帝國大學外科醫局長，後來夥同其大哥吳鴻森開創了中壢醫院，而吳伯雄亦出生於此醫院。現今中壢醫院原址具八十年歷史，為日治時代巴洛克式建築，應地方之要求，保存遺蹟，放棄改建大樓的計畫，保存原貌，樓上提供佛光山的禪淨中心，樓下曾作為其子立委吳志揚的服務處。
吳鴻麟為中國國民黨政治人物。其當年在中壢一帶，義診免費行醫，獲得鄉里好評，因而受地方推舉當選台灣省參議員以及國大代表，亦曾當選桃園縣縣長；今日桃園一帶仍有許多以他為名號的慈善事業與獎學金補助。
吳家一般被外界認為是政治世家，但就其家族組成成員的工作而言，更貼切的說法，是書香門第。據《吳伯雄七十留影》內載：吳鴻麟在除夕圍爐時，除了自己是醫學博士外、女婿宋瑞樓教授是中央研究院院士，兒子、女兒及媳婦、孫輩皆博士、碩士學歷。吳伯雄在家族中還算是學歷較低的，吳鴻麟還安慰他：「伯雄雖沒出國讀博士，但他的歷練最豐富，家中大小事情，都是一定要徵詢他的意見！」:10
吳伯雄家境優渥，其本人曾透露，自己當年當選桃園縣縣長之後，父親吳鴻麟每個月都給他一筆生活補助費，其金額較薪水更高，以養清廉。

### 二二八受難家屬
吳鴻麟的孿生二哥吳鴻麒，在1947年二二八事件其間被殺害，棄屍在南港橋下，原因眾說紛紜，當時恐怖氣氛下人人自危，高官至親竟都不敢挺身出面，吳鴻麒之妻楊𤆬治於找到屍體的次日，才在母舅的幫忙下，將吳鴻麒的遺體運回。其後，吳家大哥吳鴻森請楊𤆬治母子回中壢居住，並請人作法事。 
日後從政時，每逢二二八事件紀念或立法、立碑時，因而也備受社會關注，身為代表政府與受難家屬的身份下，他在公開場合多次的立場均是：「要大家記取教訓，絕不讓類似的悲劇發生；忘記仇恨，用同胞的大愛，弭平不幸的大働，也不能讓與事件毫不相關的無辜者，背負原罪。」並表示：「不能讓別具用心的政客，為了自己的政治利益而挑撥族群矛盾，消費二二八！」:9-10

### 早年經歷
吳伯雄就讀於中壢國小並以全校第一名畢業，童年回憶當時多是打赤腳上學；之後考上師大附中四二制實驗班，即初中讀四年直升高中讀兩年的六年學制，該班後來人才輩出，在實驗班內六年的同窗情誼下，使得他與後來醫界的戴東原、學界的徐小波、劉兆藜、洪文湘、金融界的俞立、季可渝、科技界的虞有澄等社會賢達私交良好。附中畢業後，吳伯雄考取位在臺南市的臺灣省立成功大學（今國立成功大學），就讀工商管理學系。
1962年吳伯雄大學畢業後於政戰科服預備軍官役。1964年－1966年，退伍後曾到中壢商職任教兩年。1966年進入新竹中小企銀工作，從櫃檯科員、科長做到高級專員。

## 初入政壇
1968年，被中國國民黨提名參選臺灣省第四屆臺灣省議員，高票當選，成為當時臺灣省議會裡最年輕的省議員。在省議員時代時，其分配至財政委員會，增加了他對全國財政的認識。在省議會期間，當時的省議長謝東閔先生對他讚譽有加，成為他人生當中的重要貴人。據吳伯雄回憶：「省主席謝東閔因為工作經常要從台北跑到台中，吳伯雄就利用自己同學當列車長、站長的優勢，一旦有事彙報，就讓同學安排謝東閔隔壁的位子。就這樣，他可以在桃園站上、中壢站下，如果事情多一點，就新竹站下，談公事直到謝點頭為止，大大提高了工作效率，也給上級首長留下了“能員”的印象。」
1972年，在一任的省議員任期後，吳伯雄被提名為桃園縣縣長，並高票當選。
1973年，被台灣省政府保舉為1974年「全國特優行政人員」，省府給予的評語是：「才華煥發，遇事考慮周密......尤善辯才，說服力特強。」

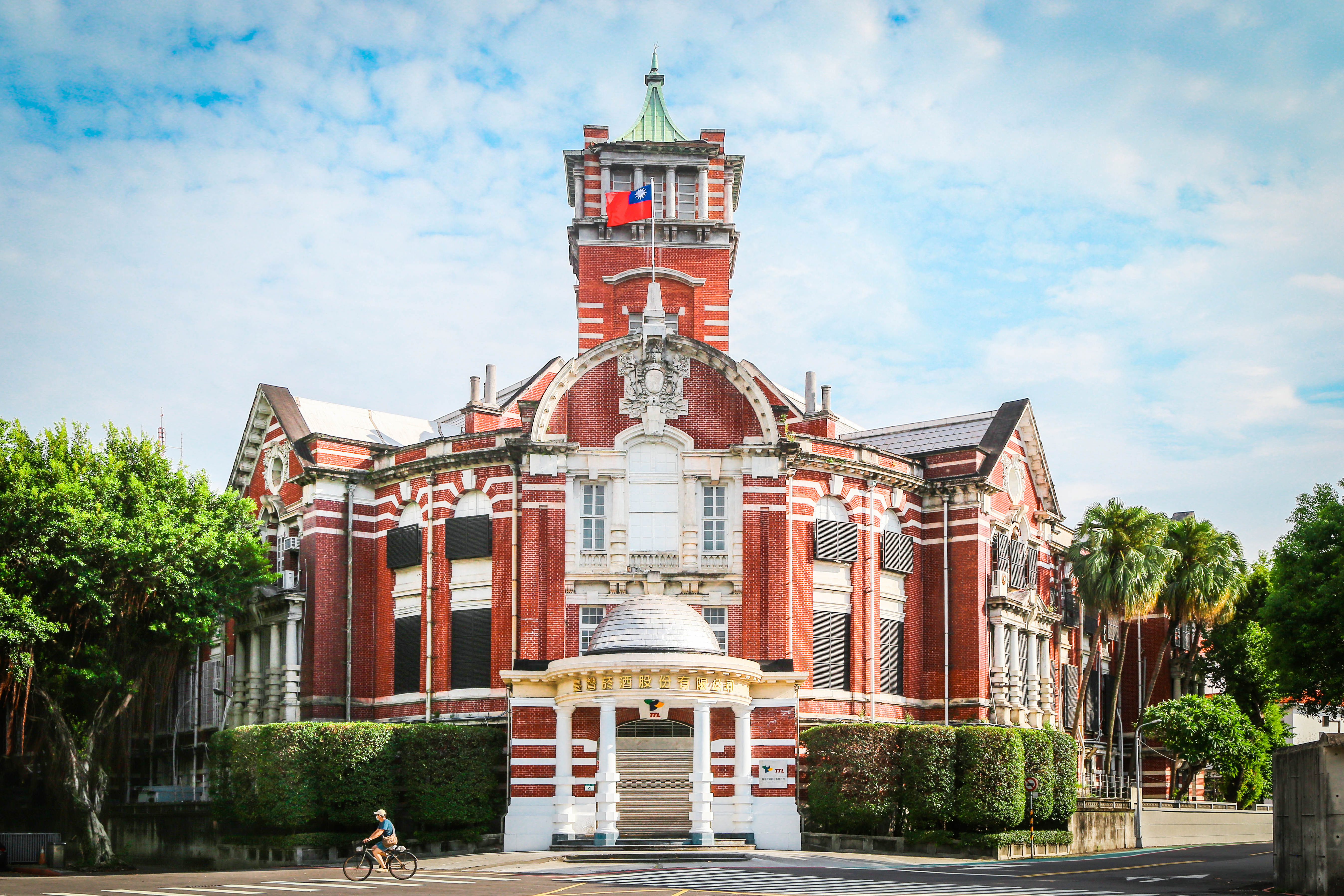
台灣省菸酒公賣局（今台灣菸酒公司）

1976年，出任菸酒公賣局局長。由於經歷完整，又曾任民選省議員和縣市首長，且離縣長任滿還剩半年（p. 24）。之所以能任公賣局局長，藉因臺灣省政府主席謝東閔向蔣經國推薦。當時完全符合條件，蔣經國亦也欣然同意。在出任公賣局局長期間，將民間由地方仕紳家族世襲的「配銷所」，改為由公賣局官派的「配銷處」，此舉使得菸酒公賣局達成了每年年盈餘超額的佳績，並於當時引入行銷概念，使菸酒公賣局開始注重菸酒包裝，拓展台灣菸酒的國際知名度。並於此時開始，台灣啤酒開始參加國際啤酒比賽，且獲得了冠軍。
1979年，政府為了防止菸酒囤積，臨時宣佈調整價格。但此舉與吳伯雄於半年前宣布菸酒不漲價的誓言違背。吳伯雄為負起責任而請辭下台，回到故里，重回新竹中小企銀工作。

## 再入政壇
1982年，蔣經國突然召見他，簡單明瞭地告訴他：「你玩也玩夠了吧？我要你回到黨裡工作，蔣彥士秘書長會與你連絡。」吳伯雄的自傳內自述，他當時的內心七上八下，這似乎沒有討論的餘地。隨後，吳伯雄再度出山，進入國民黨中央委員會擔任秘書處主任，隨後，孫運璿因腦溢血辭退行政院院長，俞國華奉命組閣，吳伯雄接替林洋港擔任內政部長的職務，當時吳伯雄45歲，成為行憲以來最年輕的內政部長（後被余政憲超越），其在內政部長任內最先出現的政策是治理治安：「一清專案」清剿黑幫人物。
在「開放黨禁」方面，「人民團體組織法」、「勞工法」、「選罷法」、「動員戡亂時期集會遊行法」這些民主化的相關法案，便都是於吳伯雄當時任內政部長時所改革完成的。雖然這些諸法於時過二十年的今日來看，有的雖已不合時宜，尚待朝野共同修正(例如：集遊法，可參見野草莓條目)，但就當時而言，卻是跨時代的重舉。舉當時吳伯雄初任內政部長便著手所廢止的「一貫道禁令」便可知，一貫道在那時三十五年內，竟未享有宗教結社之自由，而被政府冠上以禁教的限制。
除了民主轉型之外，吳伯雄於內政部部長任內，另有兩項先聲之舉，首先成立了墾丁、玉山、陽明山、太魯閣四個國家公園管理處，首開國家公園的創建。再來當時臺灣被稱為盜版王國，智慧財產觀念尚未建立受國際詬病，美國還將中華民國列入警告名單之中。為此吳伯雄不敢掉以輕心，於1991年時埋頭專研國內外著作權法，並到任內政部長時不滿六日，就於立法院提出修法報告，使得往後數年，中華民國對於智慧財產權的保護大有改進。

## 調掌臺北市長與退選省長

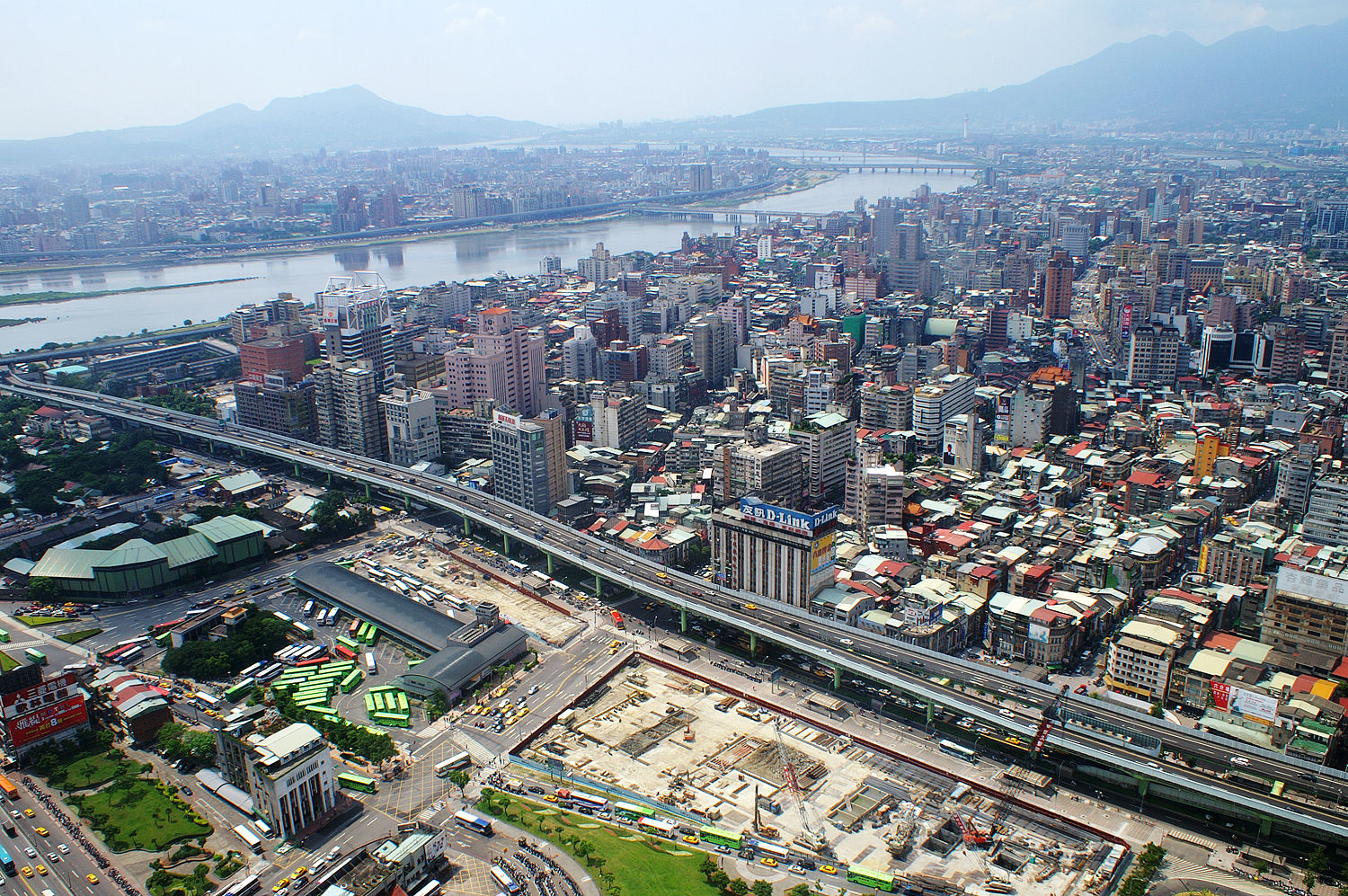
市民大道，原臺北市東西向快速道路

經過四年的內政部長任期，吳伯雄於1988年調任台北市市長，當時台北市交通盤根錯節，被喻為「超載」，僅全台千分之七點六的土地上，當時容納了兩百五十萬人口，比原先規劃的六十萬人的生活機能，遠遠超出近兩百萬人口的容量，且汽機車的數量在當時已達一百多萬，並以每月一萬一千輛的數量成長。
於是吳伯雄便以「整頓交通」作為台北市政的第一要務，除當年成立台北市政府交通局外，並親自走上街頭，組織交警、義警、綠十字服務隊，並推行公車逆向行駛專用道、轉乘公車、四條直行幹道、北市五條快速公車路線、開闢東西向快速道路等。並推動「計程車新生活運動」、現在仍持續知名的「交通違規大執法」專案也是於他任內展開的。
台北捷運的最初動工，也是在吳伯雄初任第一年，1988年12月開始捷運系統動工。並且吳伯雄也將台北市原有的十六個行政區，因應都市發展的需求，將延宕許久的創畫案落實，於一年內改制為十二個行政區，成為沿用至今的區域劃分。
在此時民望聲浪最高之時，吳伯雄於1990年被轉調行政院政務委員，進行主審法案的工作，一年後1991年，在行政院長郝柏村力邀之下，吳伯雄又回任內政部長。1993年宋楚瑜出任臺灣省政府主席後，積極為參選臺灣省長而舖路，而吳伯雄同時也有意參選臺灣省長。甚至說出「就算只剩阿里山，也要選到底」豪語。
1994年舉行第一屆省直轄市長選舉，吳伯雄積極表態角逐國民黨內的臺灣省長候選人提名，據傳聞當時的國民黨主席李登輝屬意的是時任臺灣省政府主席的宋楚瑜。吳伯雄雖雄心壯志，但為避免國民黨因分裂敗選，遂宣佈退出初選，讓宋楚瑜代表國民黨參選，同時宣佈請辭內政部長。李登輝為此親到吳伯雄家中，向吳父許諾「把吳伯雄帶在身邊」。最後，吳伯雄轉任總統府秘書長，成為有史以來第一位台籍總統府秘書長。
宋楚瑜當選省長後三年（1997年），李登輝決定凍省的舉動，使宋的政治生命大受打擊，反之代表總統府前往調解宋楚瑜反彈的人就是吳伯雄。

## 接任國民黨主席

### 接任副主席與代理主席
2000年總統大選後，由於國民黨候選人連戰和脫黨參選的宋楚瑜分薄選票，導致中華民國政府遷台後首次政黨輪替。國民黨失去執政權，當年6月舉行第十五次全國黨代表臨時會，氣氛凝重在會中，當選國民黨主席的連戰提名吳伯雄出任副主席。
2005年，時任台北市長馬英九繼連戰出任中國國民黨主席。2007年，黨主席馬英九因特別費案被檢察官侯寬仁起訴，馬英九於稍後召開記者會宣佈辭去黨主席，吳伯雄接任代理主席一職，但後來又辭去代理主席職位，參加主席補選，代理主席改由江丙坤。

### 當選主席
| 號次 | 政黨       | 姓名   | 得票數  | 當選 |
| ---- | ---------- | ------ | ------- | ---- |
| 1    | 中國國民黨 | 洪秀柱 | 23,447  |      |
| 2    | 中國國民黨 | 吳伯雄 | 156,499 |      |

中國國民黨於2007年4月7日進行黨主席補選投票，吳伯雄囊擴大部分的選票，以86.97%的高得票率當選黨主席。在4月11日的就職誓言時，吳伯雄以「團結」為題旨，要求黨員捫心自問，是否能以大我為念、以慈悲為懷、以台灣為念、從過去的失敗作經驗，要求全黨傾力投入年底的立委選舉以及隔年的總統大選。

### 主席任内
吳伯雄於任職黨主席期間，國民黨黨務大事一覽如下：
2006年台北市長選舉後，親民黨主席宋楚瑜以得票數過低為由宣布退出政壇，隨後旅居美國達4個多月；2007年4月10日凌晨宋楚瑜返回台湾，而剛當選國民黨主席的吳伯雄則親自到機場迎接，為未來國親合作鋪路。奠定國親聯盟基礎，於2008年的立委選舉，國親共同提名參選，避免兩黨同室操戈。
2008年1月12日，吳伯雄帶領國民黨在立法委員選舉中的113席中贏得81席次，得到超過三分之二席次，連同5名親泛藍的立委，控制立法院四分三的議席，掌握絕對控制權。
在隨後的中華民國總統大選，吳伯雄起了非常重要的作用，例如在四名立委闖入民進黨競選總部事件後翌日，親率四名立委向全民眾鞠躬道歉。並在選前聯合全台二十五縣市，舉辦在選前一日，親自坐鎮國民黨總部，連續召開多場記者會，為各種選舉「奧步」的可能性作出消毒，當晚更留守在國民黨總部中。選舉結果，國民黨提名的馬蕭配以七百六十五萬票當選，超出競爭對手二百二十多萬票的大幅差距，完成台灣的第二次政黨輪替。
2008年5月20日，馬英九宣誓就任中華民國總統，國民黨重新執政之後，吳伯雄以中華民國執政黨的中國國民黨主席的身份率團前往大陸與中共中央總書記胡錦濤會談，這是兩岸執政黨領導人六十年來首次高峰會。談到四川賑災國民黨不遺餘力時，胡錦濤說，「天災無情人有情」，吳伯雄回應稱，「誰都不能保證沒有天然災害，但可以透過人為的努力保證沒有戰爭」。並且於此次會談達成開放北京、上海、廈門、廣州與桃園機場直航的共識。吳、胡並同意在九二共識基礎上儘快恢復海基會、海協會交往和協商。吳伯雄會後舉行記者會，針對台灣參與國際社會議題，吳說，他向胡強調，「台灣人民要安全、要尊嚴、要有合理的國際活動空間。」胡回應：「我們非常了解台灣同胞在這個問題上的感受。2005年連胡會公報已經明確記載『促進恢復兩岸協商後，討論台灣民眾關心的參與國際活動的問題，包括優先討論參與世界衛生組織的問題』。我相信，雙方共同努力，創造條件，通過兩岸進行協商，這些問題會找到解決辦法。」
2008年8月8日，和连战、宋楚瑜一道出席北京夏季奥运会开幕式。
2009年4月，爆發馬英九總統兼任黨主席傳言，吳伯雄因此宣布於下任不再參選、不與馬英九總統競爭。並也於6月中旬與馬英九連袂於國民黨中常會招開記者會，說明其實希望馬英九總統兼任黨主席的觀點，早在去年馬英九當選總統時，於4月吳伯雄便有意退讓。故無外界傳聞自己有想續任黨主席一事。
2012年林益世索賄案爆發後，馬英九稱當初是吳伯雄提拔林益世的。

### 榮譽主席
2013年6月，中國國民黨榮譽主席吳伯雄代表國民黨主席馬英九率團前往北京與中共中央總書記習近平在北京人民大會堂會談，這是習近平自2012年出任總書記後國共兩黨高層的首次會晤。針對中共所提出的「一中框架」，吳伯雄以「一中架構」來回應，習近平表示有助兩岸發展。
2015年1月，新任國民黨主席朱立倫以黨章無「榮譽主席」為由，撤除此頭銜，連戰、吳伯雄、馬英九統稱前主席。

## 軼事
吳伯雄曾於1994年由李安執導的臺灣電影《飲食男女》裡，在圓山大飯店飲宴一幕中客串。
在臺灣政治之外，吳伯雄是一位虔誠的佛教徒，並積極參與佛光山的相關活動。在出任中國國民黨主席之前，曾擔任國際佛光會第二任總會長。

## 荣誉

### 中华民国勋章奖章
- 一等景星勋章（1996年8月5日于台北总统府颁授[19]）

## 家庭
- 伯父吳鴻麒 - 於時期初期擔任台灣高等法院推事（法官），於二二八事件中遭殺害。
- 父親吳鴻麟 - 第四任桃園縣縣長
- 舅林為恭 - 第四、五屆苗栗縣縣長。
- 夫人戴美玉
- 子吳志揚 - 現任國際佛光會世界總會法制長。曾任第六～七、九屆立法委員及第十六屆桃園縣縣長、中職大聯盟會長，連任首屆桃園直轄市長失利。
- 子吳志剛 - 臺北市議會市議員。[20][21]

## 外部連結
| 中華民國政府職務                   | 中華民國政府職務                                                                 | 中華民國政府職務                  |
| ---------------------------------- | -------------------------------------------------------------------------------- | --------------------------------- |
| 桃園縣政府                         |                                                                                  |                                   |
| 前任： 李樹猶（代理） 正任：許新枝 | 桃園縣縣長 第七屆 1973年2月1日－1976年12月20日                                   | 繼任： 翁 鈐（代理） 正任：許信良 |
| 台北市政府                         |                                                                                  |                                   |
| 前任： 許水德                      | 台北市市長 直轄市官派第八任 1988年7月25日－1990年6月2日                          | 繼任： 黃大洲                     |
| 行政院                             |                                                                                  |                                   |
| 前任： 林洋港                      | 內政部部長（首次） 第十六任 1984年5月28日－1988年7月22日                         | 繼任： 許水德                     |
| 前任： 林洋港                      | 中央選舉委員會主任委員（首任） 第三任，內政部長兼任 1984年5月28日－1988年7月22日 | 繼任： 許水德                     |
| 前任： 許水德                      | 內政部部長（再次） 第十八任 1991年6月1日－1994年2月15日                          | 繼任： 黃昆輝                     |
| 前任： 許水德                      | 中央選舉委員會主任委員（再次） 第五任，內政部長兼任 1991年6月1日－1994年7月30日  | 繼任： 黃石城                     |
| 總統府                             |                                                                                  |                                   |
| 前任： 蔣彥士                      | 總統府秘書長 第十三任 1994年12月13日－1996年8月3日                               | 繼任： 黃昆輝                     |
| 政党职务                           |                                                                                  |                                   |
| 中國國民黨                         |                                                                                  |                                   |
| 前任： 許水德                      | 中國國民黨秘書長 第十二任 1996年8月16日－1997年12月11日                          | 繼任： 章孝嚴                     |
| 前任： 馬英九                      | 中國國民黨主席 代理 2007年2月13日－2007年3月14日                                 | 繼任： 江丙坤（代理）             |
| 前任： 江丙坤（代理）              | 中國國民黨主席 第七屆補選 2007年4月11日－2009年10月17日                          | 繼任： 馬英九                     |